# Andasta
Andasta is een spinnengeslacht uit de familie Parapluspinnen (Theridiosomatidae).

## Soorten
- Andasta benoiti (Roberts, 1978)
- Andasta cyclosina Simon, 1901
- Andasta semiargentea Simon, 1895
- Andasta siltte Saaristo, 1996